# 觜宿二
觜宿二，又名獵戶座φ1，是獵戶座的一颗恒星，视星等为4.41，位于銀經195.4，銀緯-12.29，其B1900.0坐标为赤經5h 29m 19.8s，赤緯+9° -12.29′ 19″。